# Сребирна
Сре́бирна (болг. Сребърна) — село в Силістринській області Болгарії. Входить до складу общини Сілістра.

## Населення
За даними перепису населення 2011 року у селі проживали 655 осіб.
Національний склад населення села:
| Національність   | Кількість осіб | Відсоток |
| ---------------- | -------------- | -------- |
| болгари          | 637            | 97,7%    |
| інша             | 9              | 1,4%     |
| Всього відповіли | 652            |          |

Розподіл населення за віком у 2011 році:
Динаміка населення: